# 奥一穂
奥 一穂 (おく かずほ、1977年2月21日 - ) は、日本のプログラマである。
京都府出身。
WebサーバソフトウェアのH2Oの開発などで知られる。

## 人物
ウェブの基盤となるソフトウェアや通信プロトコルを専門としており、QUIC、TLS、HTTP/2又はHTTP/3などの実装を行っている。
また、IETFでこれらの通信プロトコルの標準化や拡張に関わっている。
ダジャレを言うのが好き。

## 経歴
1995年4月、東京大学教養学部 (理科一類) へ入学。
同校在学中にPalm OS用のウェブブラウザであるPalmscapeを開発する。
2002年5月、Palmscapeの開発によりMIT Technology ReviewのTR100に選出される。
2005年5月、「ウェブアプリケーション (Apache/Perl) 統合開発環境の開発」により、2004年度第1回未踏ソフトウェア創造事業の「天才プログラマー/スーパークリエータ」として認定される。
2015年10月、H2Oの開発により「第10回 日本OSS貢献者賞」を受賞する。